# 존 매커피

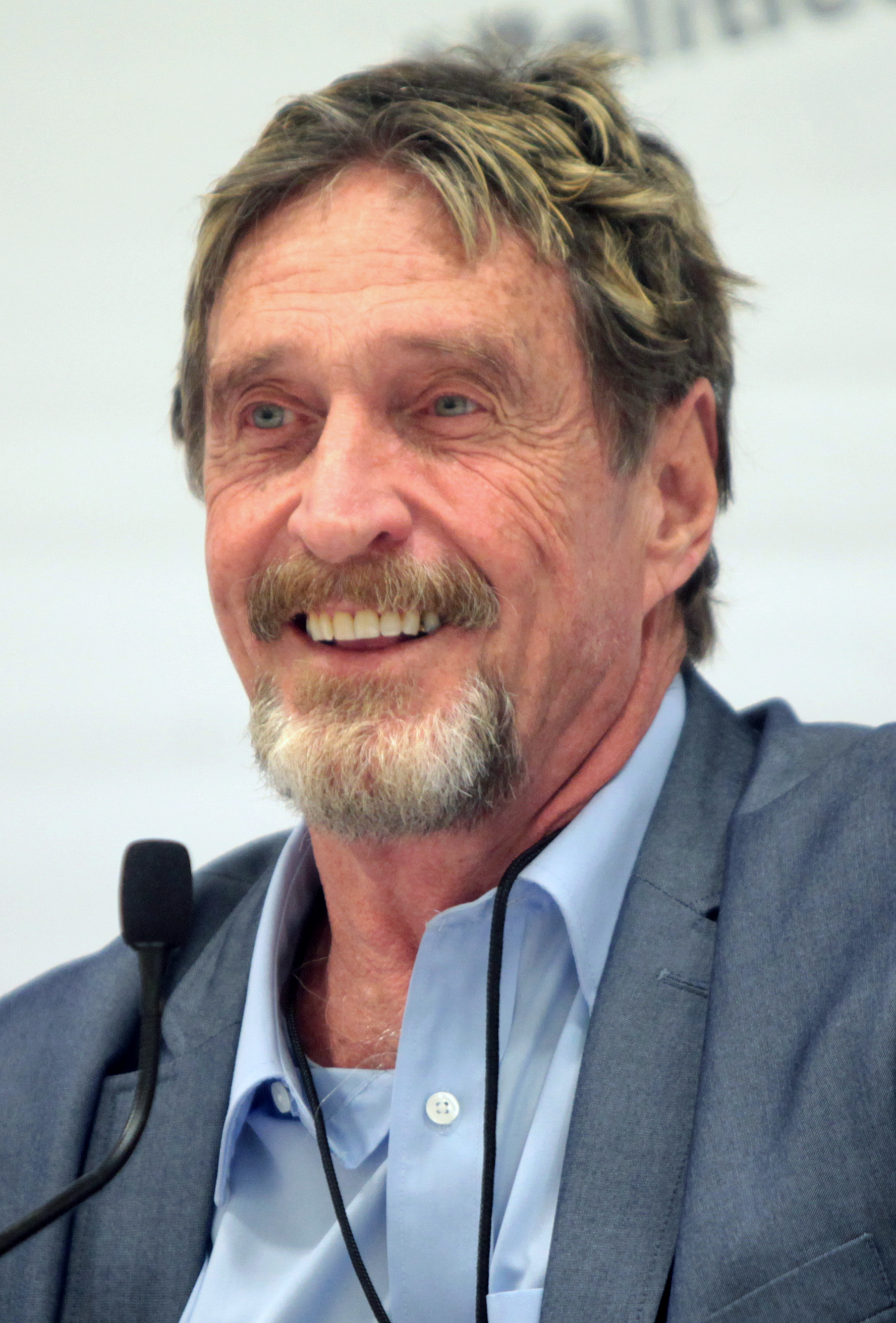
2016년 6월.

존 데이비드 매커피(영어: John David McAfee, 1945년 9월 18일~2021년 6월 23일)는 미국의 프로그래머이자 기업인이다. 컴퓨터 백신 회사 맥아피사의 설립자이다. 탈세 및 사기죄로 스페인에서 수감 중 사망하였다.

## 생애
1967년 로노크 대학교에서 수학 학사학위를 받고, 1968년부터 미국 항공우주국, 제록스, 록히드 등에서 엔지니어로 근무했다. 1987년 맥아피사를 설립하고 1994년 매각했다.
2012년 11월, 카리브해 벨리즈에서 발생한 살인사건의 용의자로 지목되어 도주하다가, 12월 5일, 과테말라 근교 한 호텔에서 경찰에 체포됐다.
2020년 10월, 탈세 및 암호 화폐 관련 사기죄로 스페인서 체포되어 수감 중, 2021년 6월 23일 스페인 감옥에서 자살로 추정으로 사망하였다.